# ورزشگاه شهید علی بیات بروجرد
ورزشگاه شهید علی بیات بروجرد مکانی ورزشی در شهر بروجرد است. این ورزشگاه نبش خیابان نیما یوشیج و خیابان فاطمی قرار دارد و روبروی آن بیمارستان شهید چمران است.

## تاریخچه
بیش از ۵۰ سال است که از ساخت ورزشگاه شهید علی بیات می‌گذرد و اسم قبلی آن ورزشگاه پهلوی بود و جایگاه ویژه آن مربوط به آن دوران بوده و در اعتبارات عمرانی اداره ورزش و جوانان استان رقمی برای تعمیرات آن تخصیص داده نشده‌است. این ورزشگاه همه ساله میزبان لیگ باشگاه‌های بروجرد است
و لیگ دسته اول فوتبال بروجرد لیگ برتر استان لرستان و لیگ دسته سوم باشگاههای کشور در این ورزشگاه برگزار می‌شود با پیگیری و تأمین بودجه توسط عبدالمحمد نظام الاسلامی این ورزشگاه به نورافکن مجهز شد و در شهریور ۱۳۹۰ طی بازسازی و مرمت سازی استادیوم شهید علی بیات سکوهای این ورزشگاه جهت رفاه حال تماشاچیان به صندلی مجهز گردید. ضمناً پیست تارتان این مجموعه نیز به بهره برداری رسید.

## جغرافیا
این ورزشگاه تقریباً در مرکز شهر بروجرد قرار دارد و نبش خیابان نیما یوشیج و خیابان فاطمی قرار دارد و روبروی آن بیمارستان شهید چمران است و در همسایگی این ورزشگاه دو مدرسه ابتدایی (شهید اسکندر نیازی) و دبیرستان (امام خمینی (ره)) وجود دارد و دو میدان حضرت زینب (س) و میدان تختی نزدیکترین میدانها به این ورزشگاه می‌باشد

## شهرهای نزدیک به ورزشگاه شهید علی بیات بروجرد
- خرم‌آباد
- ملایر
- اشترینان
- درود
- اراک